# Anticlinura serilla
Anticlinura serilla é uma espécie de gastrópode do gênero Anticlinura, pertencente a família Mangeliidae.